# Luka Bukić
Luka Bukić (Zágráb, 1994. április 20. –) világbajnoki ezüst- (2015) és bronzérmes (2013) horvát válogatott vízilabdázó, a Mladost Zagreb játékosa.

## Pályafutása
A 2016-os és a 2021-es olimpián vett részt a horvát válogatott tagjaként. 2016-ban ezüstérmet szerzett, 2021-ben ötödik helyezett lett a csapattal.